# Переулок Васнецова
Переу́лок Васнецо́ва (до 1954 года — 3-й Тро́ицкий переу́лок) — небольшая улица в центре Москвы в Мещанском районе Центрального административного округа между Троицкой и Мещанской улицами. В переулке находится дом-музей Васнецова.

## Происхождение названия
Первоначальное название — 3-й Троицкий переулок, по расположению на территории бывшей Троицкой слободы, находившейся на землях, принадлежавших некогда Троице-Сергиевой лавре. Переименован в 1954 году в память о живописце В. М. Васнецове (1848—1926), авторе широко известных полотен на темы русских народных сказок, былин, событий русской истории.

## Расположение
Переулок Васнецова начинается от Троицкой улицы, проходит на север, затем поворачивает на восток и заканчивается на Мещанской улице.

## Примечательные здания и сооружения
- № 2 — детский сад № 1678;
- № 9, строение 1 — Внешнеэкономическое объединение «Союзпромэкспорт»;
- № 13 — Мемориальный дом-музей Васнецова В. М. (1893—1894, архитектор В. Н. Башкиров по рисункам В. М. Васнецова)
- № 14 — Доходный дом (1906, архитектор П. В. Харко)